# 玛丽塔·佩恩
玛丽塔·佩恩（英語：Marita Payne，1960年10月7日—），加拿大女子田径运动员。她曾代表加拿大参加1984年和1988年夏季奥林匹克运动会田径比赛，其中1984年奥运会获得一枚银牌。